# Карлос Гонсалес
Карлос Гонсалес Кабрера (ісп. Carlos González Cabrera, 12 квітня 1935, Ла-Пієдад — 8 липня 2017, Ла Експеріенсія) — мексиканський футболіст, що грав на позиції нападника, зокрема, за клуб «Атлас», а також національну збірну Мексики.

## Клубна кар'єра
У футболі дебютував 1952 року виступами за команду «Ла-Пієдад», кольори якої захищав протягом xjnbhmj[ років.
1956 року перейшов до клубу «Атлас», кольори якого захищав до 1962 року. 
З 1962 по 1968 рк грав у склад команди «Поса Рика», де і завершив свою активну кар'ру гравця.
Був прекрасним форвардом, із чудовою індивідуальною технікою, гарною грою головою та потужним ударом, стилем, дуже подібним до стилю Ектора Ернандеса та Карлоса Кальдерона де ла Барки, а разом з ними вважався найкращим центрфорвардом у Мексиці того часу. Тричі поспіль, з 1963 по 1965 рік, ставав найкращим бомбардиром Сегунди.

## Виступи за збірну
17 березня 1956 року дебютував в офіційних матчах у складі національної збірної Мексики. Протягом кар'єри у національній команді провів у її формі 6 матчів, забивши 2 голи.
У складі збірної був учасником чемпіонату світу 1958 року у Швеції, де зіграв з Уельсом (1-1) і Угорщиною (0-4);
Помер 8 липня 2017 року на 83-му році життя у Ла Експеріенсії.